# Vyxen Steel
Vyxen Steel (Montreal, Quebec; 29 de marzo de 1992) es una actriz pornográfica canadiense.

## Biografía
Vyxen Steel nació en la ciudad canadiense de Montreal, en la provincia del Quebec, en marzo de 1992. Entró en la industria pornográfica a los 19 años de edad, en 2011. Ha grabado películas para productoras como Dogfart, Pegas Productions, Evil Angel, Elegant Angel, Pulse Distribution, Hustler, Burning Angel, Girlfriends Films o Jules Jordan Video.
Su nombre artístico se compone del vocablo en alemán Vyxen y de su banda de rock favorita: Steel Panther.
En 2014 recibió en los Premios AVN su primera nominación en la categoría de Mejor escena POV de sexo por la película POV Punx 7 junto a James Deen.
En abril de 2016 publicó en su perfil de Instagram que estaba embarazada de cuatro meses. Realizó un parón en su carrera como actriz pornográfica, volviendo tras un tiempo, grabando más de 170 películas como actriz.
Algunas películas de su filmografía son Anal Required 5, Axel Braun's Inked, Bra Busters 7, Busty Pin-Ups!, Camping X-Treme 2, Jug Jocky, Lex's Tattooed Vixens, Liquid Lesbians, Masseuses Lesbiennes o Quebec Ink.

## Premios y nominaciones
| Año  | Ceremonia             | Resultado | Premio                       | Trabajo    |
| ---- | --------------------- | --------- | ---------------------------- | ---------- |
| 2014 | Premios AVN           | Nominada  | Mejor escena POV de sexo     | POV Punx 7 |
| 2015 | Inked Awards          | Nominada  | Female Performer of the Year | —          |
| 2015 | Inked Awards          | Nominada  | Best Anal Performer          | —          |
| 2015 | Inked Awards          | Nominada  | Best Oral                    | —          |
| 2015 | Nightmoves            | Nominada  | Best Ink                     | —          |
| 2015 | Nightmoves Fan Awards | Nominada  | Best Ink                     | —          |